# اتحاد لجان العمل الزراعي
اتحاد لجان العمل الزراعي (اختصارًا UAWC) هي مؤسسة زراعية أهلية غير حكومية، مسجلة في وزارة الداخلية الفلسطينية وفقًا لقانون الجمعيات والمؤسسات الفلسطينية غير الحكومية وتندرج ضمن مؤسسات التنمية الزراعية في فلسطين والتي تأسست عام 1986 بمبادرة من مجموعة من المهندسين الزراعيين وقد كان اعتماد المؤسسة منذ تأسيسها على المتطوعين بالكامل بحيث شكلت لجان زراعية في الضفة الغربية وقطاع غزة تعمل على تحديد أولوية المزارعين وتساعد المؤسسة في تنفيذ برامجها وأنشطتها المجتمعية.
إن اتحاد لجان العمل الزراعي هي مؤسسة تنموية، وزراعية، ومستقلة، ومحايدة سياسياً وفقًا للوائحها الداخلية، وسياساتها، ورؤيتها، ورسالتها وممارساتها. يلتزم اتحاد لجان العمل الزراعي بالإستراتيجيات والسياسات القطاعية الوطنية، وكذلك بالقوانين والمعايير الدولية التي حددها مجلس الأمن التابع للأمم المتحدة، وقرارات الجمعية العامة التي تركز على حقوق الفلسطينيين في الحرية والتنمية والحياة الكريمة على الأرض الفلسطينية والمعروفة باسم "الأراضي المحتلة.
وقد حصل اتحاد لجان العمل الزراعي منذ نشأته على دعم جهات مانحة ووكالات للتنمية لتطوير المشاريع والبرامج. يتبنى اتحاد لجان العمل الزراعي ويطبق نهجًا قائمًا على حقوق الإنسان في التخطيط لمشاريعه وتنفيذها والتي تتراوح بين تطوير الأراضي الزراعية، ومشاريع الحصاد المائي، وبرامج بناء القدرات، وتعزيز سبل العيش للمراة الريفية، بالإضافة إلى برامج التوعية القانونية وبرامج الاستجابة لحالات الطوارئ والعديد من مشاريع التنمية الزراعية الأخرى.
يعمل اتحاد لجان العمل الزراعي جنبًا إلى جنب مع المنظمات الفلسطينية والعربية والدولية من أجل دعم وحماية حقوق المزارعين الوطنيين الفلسطينيين بناء على القانون الإنساني والإعلان العالمي لحقوق الفلاح والقانون الدولي الإنساني.  
اتحاد لجان العمل الزراعي عضو في العديد من الشبكات الدولية والوطنية مثل؛ الشبكة العربية للسيادة الغذائية، والاتحاد الدولي لحفظ الطبيعة (IUCN)، وشبكة المعاملة التبادلية (MER)، والمنتدى الاجتماعي العالمي، وشبكة المنظمات غير الحكومية الفلسطينية (PNGO)، وشبكة المنظمات البيئية الفلسطينية غير الحكومية (PNGON)، وائتلاف المؤسسات الأهلية الزراعية الفلسطينية، وائتلاف العدالة البيئية.

## طبيعة عمله
يتبنى اتحاد لجان العمل الزراعي مشاريع تعنى بالإصلاح الزراعي وتقوم على دعم المزارعين والصيادين والعمال الزراعيين والطلبة المختصين بالمجال الزراعي وغيرهم من ذوي الدخل المحدود والعاطلين عن العمل وخاصة من النساء والشباب وذلك من خلال بناء وتوفير بيوت بلاستيكية وشق طرق زراعية وتدريب النساء والشباب على التصنيع الغذائي من خلال تبني تعاونياتهم وتوفير اللوازم الاساسية لتنفيذ المشاريع ومن ثم تسويق المنتجات وما إلى ذلك من مشاريع تساهم في دعم المنتج الوطني وتساهم في توفير حياة كريمة للمواطنين وذلك بشهادة العديد من المؤسسات الدولية.
تتركز المشاريع التي ينفذها اتحاد لجان العمل الزراعي  في المناطق المستهدفة والمصنفة «ج» حسب اتفاق أوسلو عام 1993 وذلك بالتعاون مع منظمات تنموية محلية وعالمية تسعى إلى التنمية المستدامة.

## جوائز وإنجازات
في عام 2003، أنشأ الاتحاد بنك البذور البلديّة الفلسطينيّة، بهدف حمايتها كثروة طبيعيّة، من خلال جمعها وتوثيقها وتحسين سلالاتها وزيادة كمياتها وحفظها وإتاحتها كمصدر للغذاء للمجتمع الفلسطينيّ وخصوصًا للفقراء منهم وذوي الدخل المحدود. قام بنك البذور البلديّة بعملية إكثار وتحسين لحوالي 40 صنفًا ما بين محاصيل الخضراوات والمحاصيل الحقلية والحبوب، ويستفيد منه آلاف المزارعين الفلسطينيّين سنويًا.
نتيجة لعمله، فقد حصد الاتحاد ثلاثة جوائز عالمية خلال عام واحد (2014/2015)، وهي«جائزة السيادة على الغذاء» وجائزة خط الاستواء للاستدامة عبر التنوع الحيوي [الإنجليزية]، و«جائزة الإبداع العربي في الإبداع الاقتصادي». 

## حملات تشهير وملاحقات إسرائيلية
بحسب تقرير صادر عن مجموعة PWG تتعرض المؤسسات الأهلية غير الحكومية والمختصة بحقوق الإنسان لحملات تحريض ممنهجة تهدف إلى التشكيك بتلك المنظمات والإساءة إليها وإيقاف عملها. من خلال ادعاء ربطها بمنظمات إرهابية أو من خلال وصف المنظمات غير الحكومية بأنها تهدد وجود الاحتلال الاسرائيلي وذلك بهدف صرف النظر والتغطية على سياسات الاحتلال.
وينطبق هذا على اتحاد لجان العمل الزراعي والذي يتعرض لحملة تشويه نظرًا لما ينفذه من مشاريع حماية وإصلاح في المناطق المهددة بالمصادرة- المناطق المصنفة «ج» حسب تقسيمات اتفاقية أوسلو عام 1993.
وقد جوبهت هذه الحملات التحريضية برفض واستنكار المؤسسات الداعمة والحقوقية والدولية مثل PCHR و OXFAM وحركة طريق الفلاحين (Via Campesina) و PNGO و PWG.
فقد ردت حركة طريق الفلاحين على ما  يتعرض له اتحاد لجان العمل الزراعي من حملات تحريض مؤكدة على أهمية  الدور التنموي الإستراتيجي الذي يقوم به اتحاد لجان العمل الزراعي في تعزيز صمود المزارعين الفلسطينيّين واستصلاح الأراضي في ‘مناطق ج‘ التي يتعرض المزارعين فيها لانتهاكات واعتداءات من الجيش والمستوطنين، وتخطّط الحكومة الإسرائيلية بشكل واضح ومعلن إلى ضمّها".
أما بالنسبة ل«وورلد فيجين» الأسترالية فقد استطاعت أن تدحض كل تلك الادعاءات الملفقة ضدها وضد اتحاد لجان العمل الزراعي بعد أن تأكدت من عدم صحتها.
وقد استنكر أيضًا المركز الفلسطيني لحقوق الإنسان PCHR ما يتعرض له اتحاد لجان العمل الزراعي من حملات تحريضية.
كتبت أوكسفام في بيان لها ردًّا على الهجوم الذي تعرضت له  من منظمة «شورات هدين» الإسرائيلية: «نحن نأخذ هذه الانواع من الادعاءات بجدية، ومع ذلك فإن هذه الادعاءات نفسها ضد اتحاد لجان العمل الزراعي والتي قدمها المركز الإسرائيلي للقانون  تم فحصها بالتفصيل من قبل الحكومة الأسترالية وثبت أن لا أساس لها من الصحة. هذه المنظمات محترمة للغاية ويتم تمويلها من قبل مانحين دوليين بارزين، ان اتحاد لجان العمل الزراعي مسجل قانونيا في السجل الإسرائيلي مشيرة إلى انه لم يتم حظرها في أي من بلاد العالم مؤكدة على الدور الذي يقوم به اتحاد لجان العمل الزراعي من دعم لصغار المزارعين والرعاة لتوفر لهم سبل العيش مؤكدة ان اوكسفام لا تتعامل مع المنظمات التي تستخدم العنف أو تشجعه»
إلى ذلك جاء في تقرير صادر عن مؤسسة بتسيلم الإسرائيلية، وهي مؤسسة مستهدفة أيضا بحملات التحريض «إن السياسة التي تتّبعها إسرائيل في مناطق"ج"» يقف من ورائها تصوّر يرى أنّ هذه المنطقة وُجدت أوّلاً وقبل كلّ شيء لخدمة احتياجات الإسرائيليين؛ تصوّر ينظر إلى المنطقة بمنظار الطموح إلى ضمّ أجزاء كبيرة منها إلى إسرائيل. لذلك تعمل إسرائيل بشكل مثابر على تعميق سيطرتها هناك وعلى استغلال موارد المنطقة لمصلحة سكّانها وعلى خلق واقع دائم قوامه الاستيطان المزدهر - يقابله حضور فلسطينيّ ضئيل إلى الحدّ الأقصى الممكن.

### إغلاق المقر
في 7 يوليو 2021 أصدر جيش الاحتلال الإسرائيلي قرارا بإغلاق مقر الاتحاد في مدينة رام الله لمدة ستة أشهر حتى 6 يناير 2022.